# Hanzekantoor van Brugge

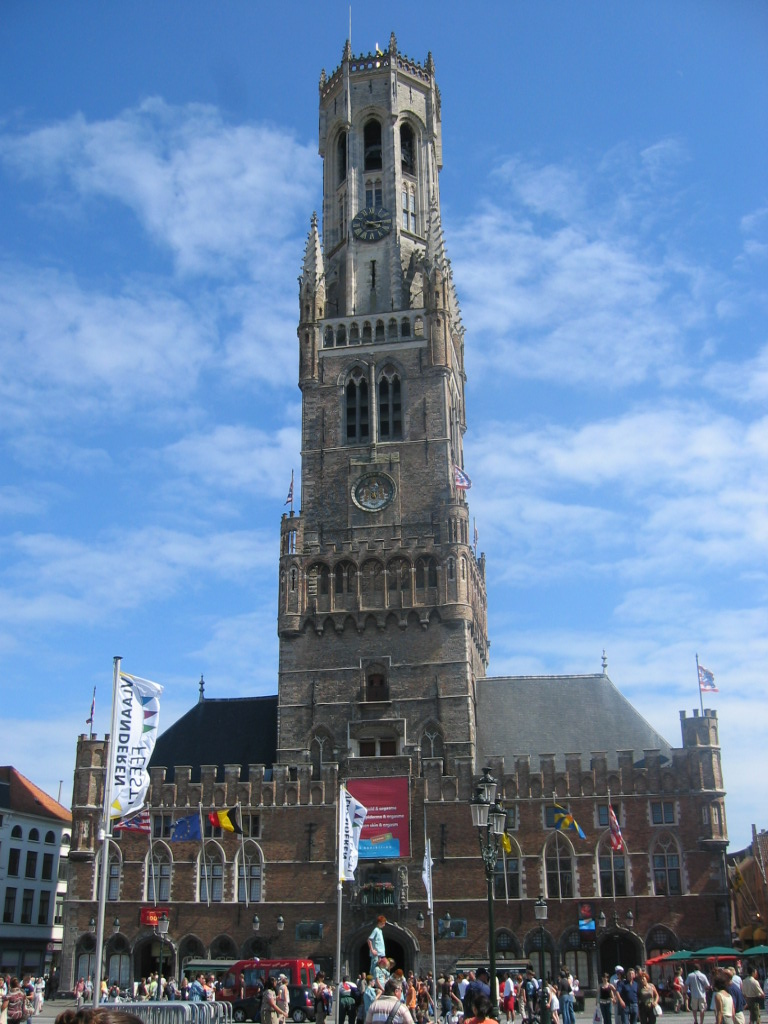
Het belfort van Brugge met de lakenhal (1284) staat voor de vroegere internationale betekenis van de lakenhandel in Brugge.

Het Hanzekantoor van Brugge was een de vier hanzekantoren of handelsposten van de Hanze. Het was het economisch belangrijkste van de vier. Het kantoor voerde een zegel met de Dubbelkoppige adelaar, die in 1486 door keizer Frederik III van het Heilige Roomse Rijk verleend werd. Het kantoor in Brugge was een volgens het volkenrecht erkende missie van de Hanze met een eigen jurisdictie. De kooplieden uit de Hanzesteden die handelden in Brugge waren verplicht lid. Het kantoor in Brugge had de positie van een buitenlandse Kamer van Koophandel van de Hanze met consulaire bevoegdheden.

## Geschiedenis

### Ontstaan
De Hanze vestigde de voor wat betreft handelspolitiek als rechtspersoon volkomen zelfstandige kantoren in een aantal belangrijke handelssteden in het buitenland, waar men speciale handelsprivileges verkreeg en waar de daar aanwezige Hanzekooplui speciale bescherming genoten. Vanaf midden 11e eeuw verzandde de Sincfal of waddenzee voor Brugge geleidelijk, maar in de 12e eeuw kreeg Brugge nogmaals een directe verbinding met de Noordzee. Opeenvolgende overstromingen hadden een diepe en brede geul achtergelaten en met de Stormvloed van 1134 ontstond het Zwin en via de er in uitmondende Reie was er een verbinding met de Noordzee. In plaats van getijdevaart konden de grotere schepen, vooral de kogge, nu tot dicht bij Brugge varen. Op het einde van de vaargeul werd door Filips van de Elzas in 1180 een nieuwe stad gebouwd, Damme. Als schepen werden overgeladen op binnenschepen in Damme was Brugge nog steeds bereikbaar.
Brugge lag in het centrum van de Vlaamse lakenhandel en in 1200 had Boudewijn IX er een jaarmarkt opgericht. Brugge groeide uit tot de belangrijkste haven in Noordwest-Europa en was in de 14e en 15e eeuw een wereldmarkt. Aanvankelijk deden de Bruggelingen actief mee aan de handel, maar na verloop van tijd werd dit overgenomen door de buitenlandse kooplieden. In Brugge vestigden zich koloniën uit Lübeck, Hamburg, Spanje, Bayonne, Gascogne, Engeland, Schotland, Florence, Venetië, Denemarken en Noorwegen. Hiervan was die van de Noord-Duitsers de grootste, aanvankelijk nog niet verenigd als Hanze.
In 1252 en 1253 gaf Margaretha van Constantinopel na onderhandelingen met de Lübeckse raadsheer Hermann Hoyer en de Hamburgse raadsheer Jordan privileges aan de Duitse kooplui uit Lübeck, Hamburg, Aken, Keulen, Dortmund, Münster en Soest, waarmee Brugge de stapelplaats werd voor deze kooplui. In 1323 kreeg Brugge van graaf Lodewijk II van Nevers het stapelrecht. Halverwege de 14e eeuw werd het de voornaamste en vanaf 1447 de enige stapelplaats van de Hanze in de Nederlanden. Aanvankelijk voeren veel schepen tussen Brugge en Noord-Duitsland via de Waddenzee en Sleeswijk binnenduins, wat voor de kleine schepen veiliger was. Vanaf 1250 begon de Ommelandvaart, waarbij men Jutland via het Skagerak en Kattegat rondde op weg naar de Oostzee.

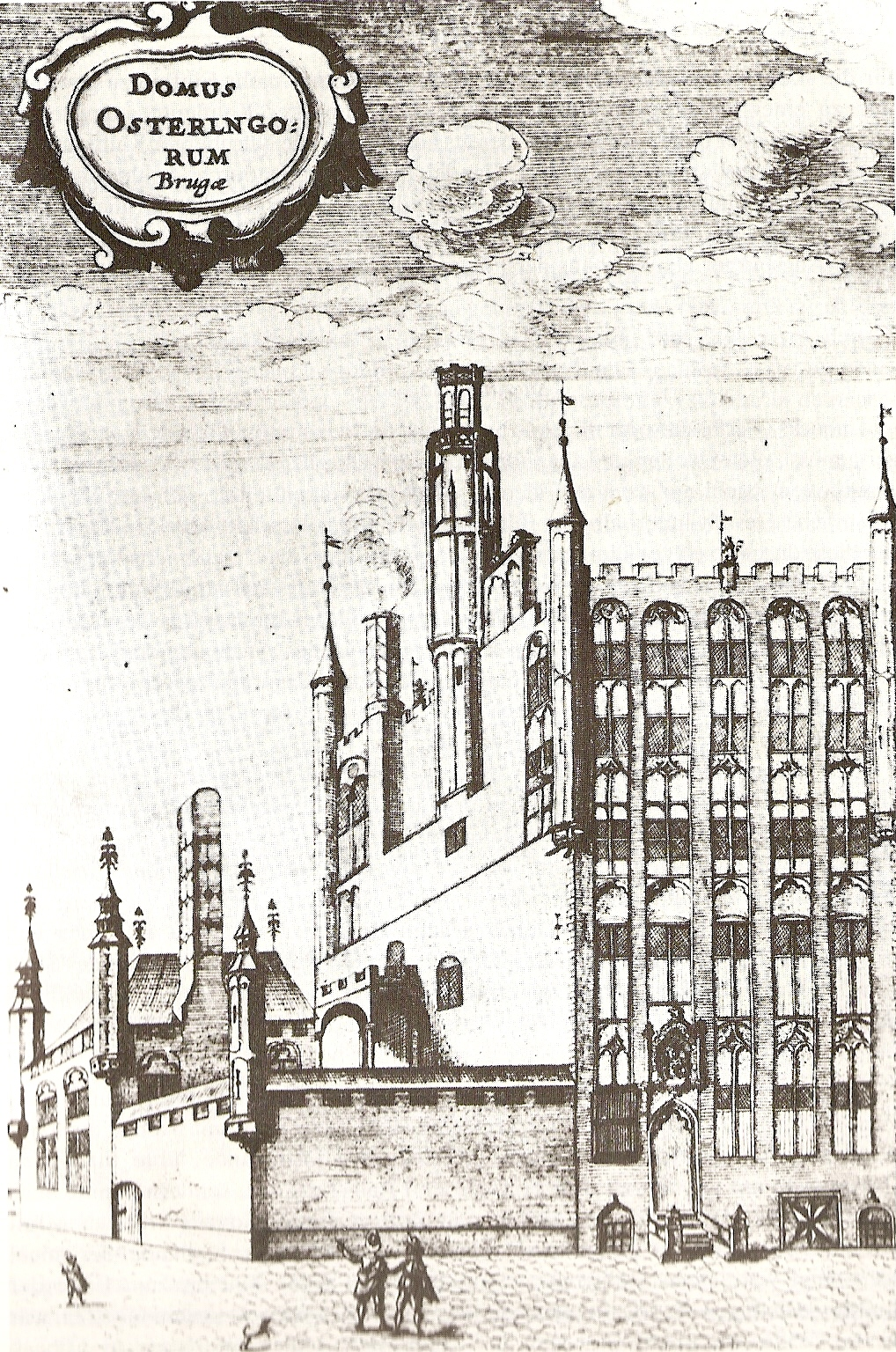
Domus Osterlingorum

### Handel
Vanaf 1307 waren de Duitse handelaren samen in een officieel erkende vereniging, vanaf 1356 verbonden de steden waar de handelaren vandaan kwamen zich en kan van een Duits Hanzeverbond gesproken worden. Als knooppunt van de internationale handel en met de jaarmarkt was het kantoor in Brugge de belangrijkste voor de Duitse kooplui. Zij werden hier Oosterlingen genoemd, omdat zij uit steden kwamen die oostelijk van Brugge en Vlaanderen lagen. Brugge had zeewaarts een verbinding met Londen met het Stalhof als kantoor, maar ook de handel met het zuiden van Frankrijk (baaizout, wijn) en het Iberisch Schiereiland.
De handelaren waren binnen de Hanze weer verenigd per gebied. Dit waren als eerste Gotland, Lijfland en Zweden, ten tweede Westfalen en Pruisen en ten derde Lübeck, de Wendische steden en Saksen. Elke groep handelde in andere waren. De kooplieden uit Keulen kochten laken in, terwijl die uit Lübeck en Hamburg vooral in zout en wijn handelden. De handelaren uit Pruisen kochten een mindere kwaliteit laken. Algemeen werden koperen artikelen uit Dinant gekocht.
Over land was er de verbinding met de handel van de Zuid-Duitse steden en de Italiaanse steden (kruiden, zuidvruchten zoals gedroogd fruit). De kooplieden van de Westfaalse en de Rijnlandse Hanzesteden, met wie de Wendische steden van de zuidelijke Oostzeekust door de oostkolonisatie vaak nauw verbonden waren, lagen in het directe achterland van de Vlaamse handelssteden.

### De handelsblokkade van 1280
Al in de jaren 1280-82 was er een strijd tussen Gwijde van Dampierre, graaf van Vlaanderen, en Brugge om de privileges te behouden en waar mogelijk zelfs uit te breiden. Brugge beperkte met belemmeringen en hindernissen niet alleen de Duitse kooplui, maar ook die uit Zuid-Frankrijk en Spanje in hun handelsruimte, hierbij het economische belang van hen miskennend.
Na schriftelijke bevestiging door de getroffen steden besloot de raad van Lübeck te handelen en zond de raadsheer Johann van Doway naar Vlaanderen en Brugge. Brugge en hun stapelrecht werden met een handelsboycot bestraft. Het kantoor werd in 1280 van Brugge naar Aardenburg verplaatst. De gevolgen waren voor Brugge desastreus en in 1282 kon het kantoor ten slotte na bevestiging van de oude privileges naar Brugge terugkeren. Ook in 1307 ging de stapel naar Aardenburg.
Johann van Doway zette daarmee als een van de eerste politici voor buitenlandse zaken van de Hanzesteden het voor hen succesvolle en in de daaropvolgende eeuwen geperfectioneerde middel in van de handelspolitiek van de Hanze: eerst onderhandelen met als pressiemiddel de boycot, daarna het embargo en ten slotte de zeeoorlogvoering met kapersoorlog. Daarmee verschilden de handelsoorlogen van de Hanze ook in hun middelen duidelijk van de landvorsten, aangezien ze niet op landaanwinst uitwaren, maar uitsluitend om waardevolle privileges en vergoedingen gevoerd werden. Vreemd grondgebied werd slechts in onderpand genomen als vergoedingen niet direct voldaan konden worden.
De betekenis van de handel op Vlaanderen werd onderstreept doordat de Lübeckse raadskanselier Albert von Bardewik in 1299 de verordeningen van het Lübeckse zeerecht voor de vaart op Vlaanderen apart schriftelijk liet vastleggen.

### De tweede boycot van Vlaanderen
De tweede boycot van Vlaanderen door de Hanze volgde in de jaren 1358-60 en had een vergelijkbaar resultaat; de privileges werden opnieuw verzekerd en de Hanze voor de winstderving schadeloos gesteld. Diplomatisch hadden de Hanzeaten zich in 1358 door hertog Albrecht van Beieren, die daarnaast graaf van Holland was, nieuwe privileges voor de stapelplaats Dordrecht laten geven. Dat was voldoende om in 1360 de zaken in Brugge op de gebruikelijke manier te kunnen voortzetten, nadat de oude privileges daar - na het oordeel van de Hanzesyndici - door graaf Lodewijk van Male van Vlaanderen rechtszeker bevestigd waren.

### De boycot van 1388
Tot een derde boycot van Vlaanderen en Brugge werd op de Hanzedag van 1388 (gelijk met verdere boycots tegen Engeland en Rusland) besloten, nadat een vertrek van het kantoor in 1378 door de plaatselijke autoriteiten werd verhinderd, de Duitse kooplieden gevangengezet en hun handelswaren in beslag genomen werden. Deze boycot was niet meteen zo effectief als de twee voorgaande. In Vlaanderen was in 1379 de Gentse Opstand uitgebroken, Filips van Artevelde had in Gent de macht overgenomen en de politieke verhoudingen in het graafschap Vlaanderen konden pas in 1382 met de Slag bij Westrozebeke gestabiliseerd worden. Gelijktijdig ontbrak de steun van de Pruisische Hanzesteden en de Hochmeisters van de Duitse Orde. Winrich von Kniprode en Conrad Zöllner von Rothenstein bleven ontvankelijk voor Brugge en Vlaanderen en werkten daarmee de Wendische steden rond Lübeck tegen, wat de interne politiek en de diplomatieke onderhandelingen van de Lübeckse burgemeester Simon Swerting met de Vlamingen bemoeilijkte. De onderhandelingen met Filips de Stoute na het begin van de boycot duurden vier jaar, tot deze de privileges opnieuw bevestigde en een compromis over de hoogte van de schadeloosstelling die aan de Hanze betaald moest worden kon worden bereikt. Na het betalen van het eerste deel van de schadeloosstelling keerde het kantoor in 1392 van Dordrecht terug naar Brugge.

### De boycot van 1451 tot 1457
In 1451 kon men niet meer naar een Hollandse stad uitwijken, omdat de Bourgondiërs ook daar aan de macht waren gekomen. Men koos voor Utrecht, maar in 1456 wist Filips de Goede hier zijn bastaardzoon David van Bourgondië als bisschop aan te laten stellen. Doordat er steeds afgelegener plaatsen gezocht moesten worden en doordat niet alle Hanzesteden zich aan de boycot hielden, werd dit middel steeds minder effectief.

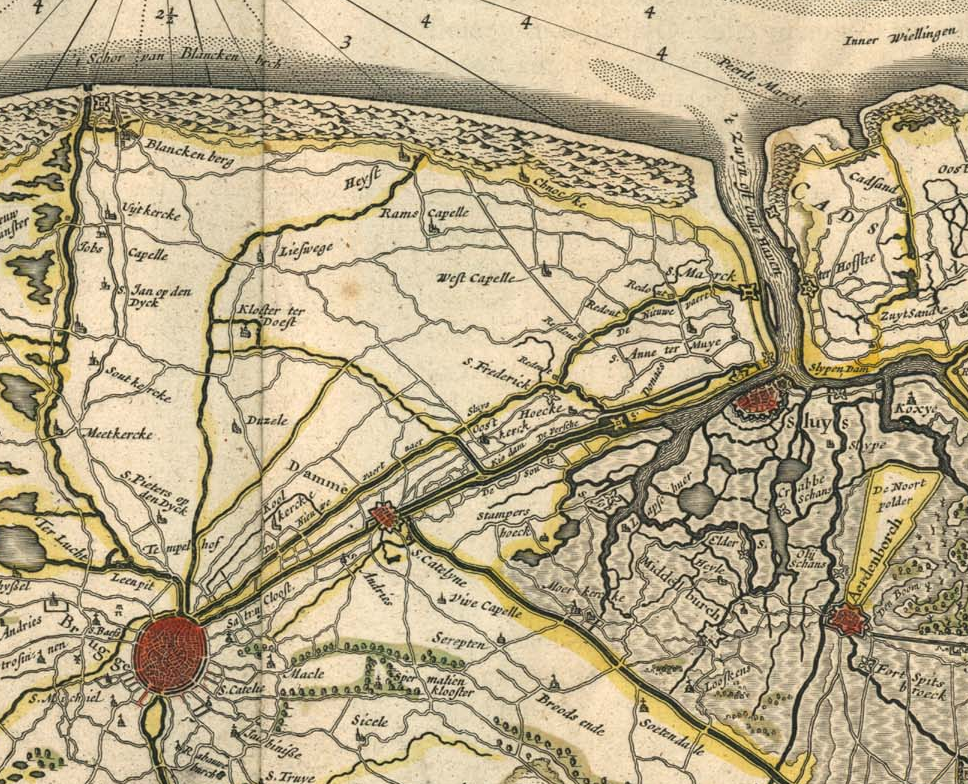
Kaart van Vlaanderen met het Zwin, 1635 (Willem Blaeu)

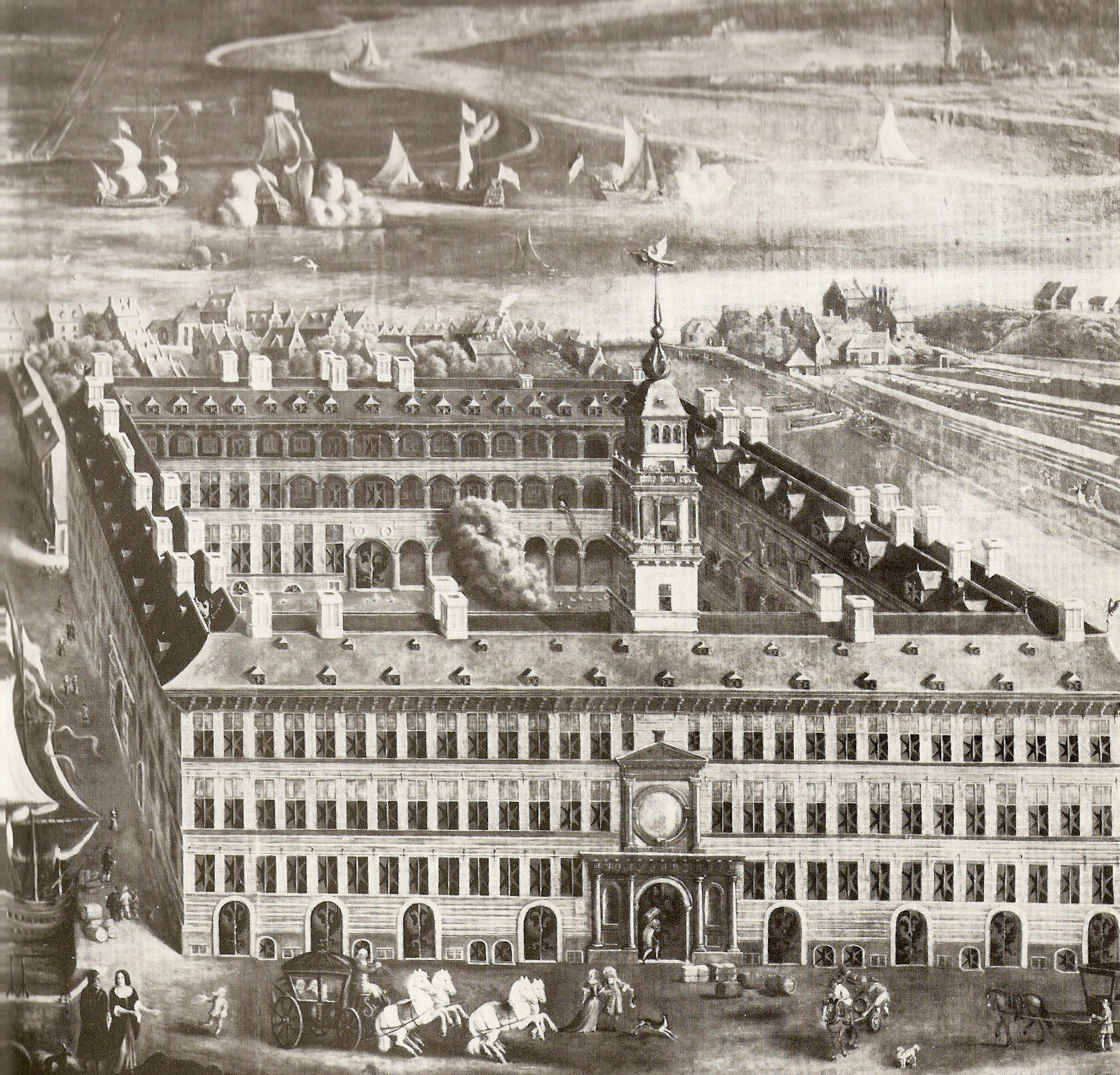
Hanzehuis Antwerpen

### Neergang van Brugge in de 15e eeuw
Met het Huis der Oosterlingen of Domus Osterlingorum Brugæ verwierf het Hanzekantoor in Brugge in 1442 een gebouw in Brugge, dat in 1478 door grotere nieuwbouw aan het Oosterlingenplein werd vervangen. Het bleef echter bij de vergaderingen en het gebruik van de Karmelietenklooster, welke kerk de kerk van de Hanzekooplui in Brugge was. Ook de uitwisseling van de oorkonden van de Vrede van Utrecht van de Hanze met Engeland in 1474 door de Ältermann Johann Durkop vond plaats in het Karmelieterklooster in Brugge.
Met de toenemende verzanding van het Zwin in de 15e eeuw verminderde de betekenis van Brugge als handelsplaats. De Hanzedag besloot in 1442 quasi als maatregel voor de handelsbescherming voor Brugge en het kantoor daar (en ook tegen de met de Ommelandvaarders in het Oostzeegebied opkomende Engelse laken), dat alleen in laken uit Brugge gehandeld mocht worden. Maar al in 1486 werd het aantal Ältermänner van het kantoor in Brugge verminderd en in 1520 werd het kantoor naar het aan de zandvrije Schelde gelegen Antwerpen verplaatst.

## Structureel verschil met de andere drie kantoren
In tegenstelling tot de drie andere Hanzekantoren - Peterhof in Novgorod, Tyskebryggen in Bergen en Stalhof in Londen - woonden en werkten de Hanzekooplui in Brugge niet geïsoleerd van de plaatselijke bevolking in een eigen omgrensde district, maar in sociaal contact met de burgers van de stad. Weliswaar hadden de Duitse kooplui in 1252 de wens geuit om een eigen omgrensde nederzetting Neudamme niet ver van Damme aan de Zwin te vestigen, maar deze werd verworpen door Margaretha II van Vlaanderen. Brugge was desondanks de enige kantoorvestiging waar de aankoop van land of de huur van huizen in de stad voor individuele buitenlandse kopers werd toegelaten. Daardoor had het kantoor in Brugge (in tegenstelling tot de drie anderen) aanvankelijk geen eigen gebouwen. Voor vergaderingen werd traditioneel de refter van de Karmelieterkloosters van de stad gebruikt. Dit kwam ook doordat het grote aantal kooplieden in de stad, dat soms de 1000 oversteeg, het onmogelijk maakte hen onder te brengen in een afgesloten complex.
In zoverre was ook het kantoorreglement in alle andere kantoren vrijwel gelijk. Ook in Brugge werd het kantoor door gekozen Älterleute vertegenwoordigd. Maar er was geen reden voor rigide regelgeving zoals in Novgorod voor Peterhof in de zogenaamde Novgoroder Schra neergelegd werd. De schriftelijke versie, voor zover overgeleverd, ook wezenlijk later.
Door de betekenis van de handelsplaats Brugge voor vrijwel alle Hanzesteden ontstond er een bijzondere rivaliteit onder deze steden over invloed in de leiding van het kantoor. Hierdoor ontstond de vanuit het kantoor van Brugge uitgaande latere verdeling van de Hanze in derden, later in vieren (Wendisches Viertel; Wendische Vierde), waarin de stedengroepen verdeeld werden.
Eén ding hadden echter alle kantoren gemeen, het basisprobleem van de op bedongen privileges berustende handel van de Hanze: de privileges moesten zowel tegen de plaatselijke handel als tegen de zich ontwikkelende internationale markt verdedigd worden. In deze verdediging van verworven rechten waren de kantoren zelf slecht de speerpunten ter plaatse en waren ze aangewezen op de ruggensteun en de eensgezindheid bij de ondersteuning van de gemeenschappelijke belangen van de slechts losjes verbonden Hanzesteden.

## Hanzekooplieden in Brugge
De ontwikkeling en opleiding van een Hanzekoopman hield in dat hij in zijn jonge jaren buitenlandse reizen en voor langere tijd in het buitenland verbleef in de kantoren en factorijen van de Hanze. Een verblijf van meerdere jaren in het grootste kantoor, dat van Brugge, bood carrièrekansen: wie hier tot Ältermann van het kantoor gekozen werd en zich als zodanig bewees, maakte ook later bij terugkeer in zijn thuisstad grote kans om raadsheer of burgemeester te worden. Een goed voorbeeld hiervan is de Lübeckse burgemeester Hinrich Castorp.
Het leven en de handel van de Hanzekooplieden wordt duidelijk aan de hand van de vrijwel geheel bewaard gebleven briefwisseling van Hildebrand Veckinchusen (1370-1426) in de editie van Wilhelm Stieda, een van de belangrijkste bronnen voor de evaluatie en het onderzoek van de Hanzische economische geschiedenis van de Late middeleeuwen. Daarnaast is het een goed gedocumenteerd voorbeeld van de dicht bij elkaar liggende voor- en tegenspoed van kooplieden in elke tijd.

## Akten en archief van het kantoor
Het aktenarchief met de exemplaren van de Hanzerecessen van het kantoor van Brugge werden in 1594 van Antwerpen naar Keulen gebracht als dichtstbijzijnde Hanzestad en bevond zich in het historisch archief van de stad Keulen.